# シルヴィオ・オルランド
シルヴィオ・オルランド（Silvio Orlando, 1957年6月30日 - ）は、イタリアの俳優。

## 人物
ナンニ・モレッティ監督作品などへの出演で知られる。
『ボローニャの夕暮れ』（2008年）により第65回ヴェネツィア国際映画祭ヴォルピ杯（男優賞）を受賞した。
英語が堪能で、アメリカのテレビドラマ『ヤング・ポープ 美しき異端児』において、流暢な英語を披露している。

## 主な出演作品

### 映画
- 赤いシュート Palombella rossa (1989)
- ニルヴァーナ Nirvana (1997)
- ナンニ・モレッティのエイプリル Aprile (1998)
- もうひとつの世界 Fuori dal mondo (1999)
- ぼくの瞳の光 Luce dei miei occhi (2000)
- 息子の部屋 La stanza del figlio (2001)
- ベアーズ・キス Bear's Kiss (2002)
- 炎の戦線 エル・アラメイン El Alamein (2002)
- トリノ、24時からの恋人たち Dopo mezzanotte (2004)
- ボローニャの夕暮れ Il papà di Giovanna (2008)
- 恋するローマ、元カレ・元カノ Ex (2009)
- ラ・パッショーネ La passione (2010)
- Missione di pace (2011)
- 幸せの椅子 La sedia della felicità (2013)
- 靴ひも Lacci (2020)

### テレビ
- ヤング・ポープ 美しき異端児 The Young Pope (2016)
- ニュー・ポープ 悩める新教皇 The New Pope (2020)